# Biblioteca Colombina

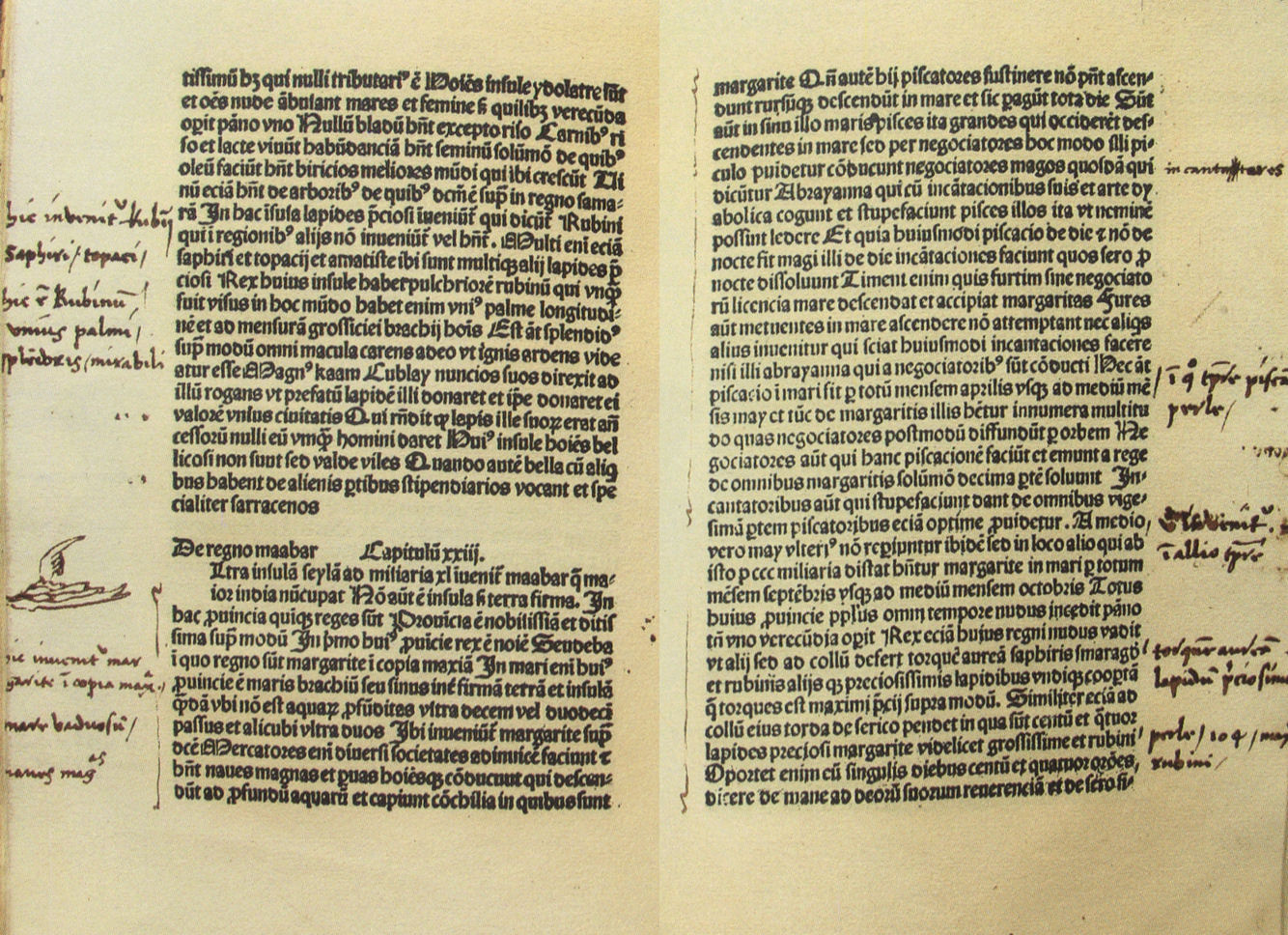
El Llibre de les meravelles, de Marco Polo. Biblioteca Colombina

La Biblioteca Colombina o Institución Colombina en castellà és una col·lecció de llibres que va heretar Ferran Colom del seu pare Cristòfor Colom i que va ampliar, i arribà a ser de les biblioteques privades més grans d'Europa en el seu temps. Actualment és a la catedral de Sevilla.
El seu valor documental és incalculable i té gran nombre de manuscrits, entre aquests l'original del Llibre de les profecies, escrit per Colom l'any 1504. Entre els incunables, trobem La Imago Mundi de Pierre d'Ailly.

## Història
Ferran, després d'heretar la biblioteca del seu pare, emprà gran part dels seus ingressos en l'adquisició de llibres, fet que el va dur a formar una extensa biblioteca personal que superà la xifra de 15.000 volums. Aquesta biblioteca va ser força freqüentada per erudits, tant espanyols com d'altres contrades, com, per exemple, el neerlandès Erasme de Rotterdam.
A banda de la seva mida, la biblioteca és única en diversos aspectes: en primer lloc, Ferran comprovava personalment tots i cadascun dels llibres que ell o els seus associats adquirien, tot registrant la data de compra, la ubicació i quant se'n va pagar. En segon lloc, va tractar d'aprofitar-se d'un desenvolupament tecnològic recent, la impremta, tot mirant d'adquirir la major part de les seves compres en format de llibres impresos en lloc de manuscrits. Com a resultat, la biblioteca va adquirir un nombre important (en l'actualitat 1.194 títols) d'incunables, o llibres impresos entre els anys 1453-1500. En tercer lloc, contractà a jornada completa bibliotecaris que (com va assenyalar l'estudiós Klaus Wagner) estaven obligats a viure sota la premissa que la seva principal prioritat seria la pròpia biblioteca.
Ferran va indicar, al seu testament, la seva voluntat explícita de garantir que la biblioteca es mantingués després de la seva mort, en concret que la col·lecció no es vengués i que s'adquirissin nous volums. En aquest testament, Ferran elaborà un veritable reglament vers la conservació i augment de la biblioteca. Esmenta les rendes que es dedicaran a l'adquisició de noves obres, a la conservació del material i a les persones que n'hauran de tenir cura. Disposa com han d'estar col·locats els volums, indica la necessitat de dur-ne un registre, etc. Fins i tot detalla, i ordena, que cada sis anys s'havia d'enviar un comprador a Itàlia per tal d'adquirir nous volums.
Malgrat aquesta provisió, la propietat de la biblioteca va ser impugnada diverses dècades després de la mort del fill de Colom, fins que va passar a mans de la catedral de Sevilla. Durant el temps en què la propietat de la biblioteca fou disputada, el volum d'aquesta es reduí fins al voltant dels 7.000 títols. La biblioteca és actualment gestionada per la catedral i és accessible per a la seva consulta per acadèmics, estudiants i bibliòfils.

## Llibres més destacats
Alguns dels llibres més destacats:
- La Imago Mundi
- El Llibre de les profecies
- Els viatges de Marco Polo o Llibre de les meravelles
- Llibre del Gènesi
- Alexandre, en llatí
- Psaltyery (El laor de Déu e menyspreu del món)
- Llibre de les dones de Francesc Eiximenis
- Questio judei contra Nicolau de Lira
- Compendium Constitutionem Cataloniae,
- Consolat de Mar, Fori Aragoni
- Pràctiques e costums de la rectoria de Badalona
- Costums de la batllia de Miravet
- Historias Troyanas, traduïdes al català per Jaume Conesa
- Flos Sanctorum
- Els profetes, escrit en vulgar
- El Gamaliel de sant Pere Pascual
- Historia de la passió i mort de J. C.
- Janua Artis Mag
- Ra. Llulii, de Pere Degui, 1482
- El llibre de manescalia de Lluís Dieç
- L'art de ben morir
- La Flor Sanctorum
- El Llibre d'Isach
- La Bíblia rimada en català